# Parade of the Athletes
Parade of the Athletes es el tercer álbum así como el primer álbum sin contar con artistas terceros, del productor de trance Tiësto. Este álbum sería compuesto especialmente para la apertura de los Juegos Olímpicos de Atenas 2004; gracias a una solicitud especial de dicha asociación del evento cuyo costo total excedió los $40 000 000 000. Este álbum fue auspiciado por Tiësto y los juegos olímpicos en paralelo aunque el álbum fue lanzado posteriormente. Es considerado por curiosos como un álbum recopilatorio por incluir antiguos temas populares "Traffic", "Lethal Industry", "Adagio for Strings" y "Forever Today" pero en realidad estas canciones están mezcladas y difieren de cualquier otro álbum lanzado en el pasado.
Este álbum inicialmente fue reproducido en vivo por el DJ el 13 de agosto del mismo año siendo la música para ceremonia de apertura.
El álbum fue lanzado por adelantado el 7 de septiembre del año 2004; cual fue exclusivamente para los Países Bajos, país natal de Verwest. El lanzamiento internacional fue el 2 de noviembre del año 2004.
Nótese que este álbum fue posteriormente lanzado pista por pista o no mezclado (en inglés: "Unmixed").

## Lista de canciones
Todas las pistas del álbum principal están lanzadas en formato mix "mix"; es decir, en una misma sesión continua. 

| N.º | Título                        | Duración |  |
| 1.  | «Heroes»                      | 8:36     |  |
| 2.  | «Breda 8PM» (DJ Montana Edit) | 6:43     |  |
| 3.  | «Ancient History»             | 6:06     |  |
| 4.  | «Traffic»                     | 4:13     |  |
| 5.  | «Euphoria»                    | 6:05     |  |
| 6.  | «Athena»                      | 6:17     |  |
| 7.  | «Olympic Flame»               | 5:34     |  |
| 8.  | «Lethal Industry»             | 4:36     |  |
| 9.  | «Coming Home»                 | 6:28     |  |
| 10. | «Adagio For Strings»          | 5:57     |  |
| 11. | «Victorious»                  | 4:38     |  |
| 12. | «Forever Today»               | 7:06     |  |

### Formato "Unmixed"
Este álbum fue lanzado así mismo  en formato "unmixed", internacionalmente. Donde las pistas son expuestas por separadas. Esta versión es conocida como Parade of the Athletes: Unmixed.